# Palestyna pod panowaniem Arabów
Starożytna Palestyna pod panowaniem Arabów znajdowała się w okresie od 637 do 1079 i od 1187 do 1517.

## Pierwsze panowanie (637–1079)

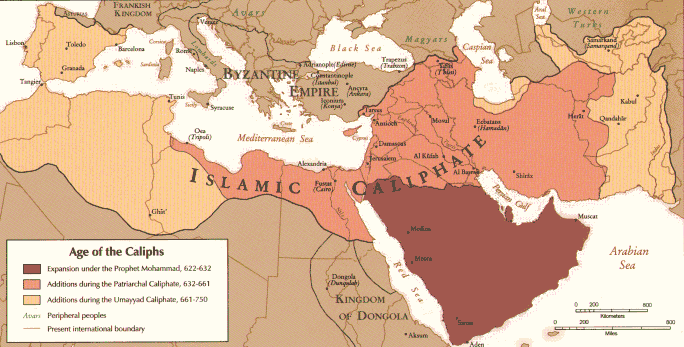
Ekspansja kalifatu w latach 622–750

W latach 636–640 bizantyjska Palestyna została podbita przez arabską armię kalifa Umar ibn al-Chattab (591–644), jednego z twórców potęgi imperium arabsko-muzułmańskiego. Kalifat za czasów Umar ibn al-Chattaba obejmował tereny Półwyspu Arabskiego, Palestynę, Syrię, Egipt, Mezopotamię i większość Persji. Stolica znajdowała się w Medynie.
W 637 roku kalif Umar ibn al-Chattab zajął bez walki Jerozolimę. Według relacji, Umar wjechał do miasta skromnie, siedząc na ośle prowadzonym przez sługę. Ortodoksyjny chrześcijański patriarcha Jerozolimy Sophronius zawarł z nim traktat pokojowy (traktat Umara) i wręczył klucze do miasta. Na mocy zawartego porozumienia, Umar zapewnił ochronę i bezpieczeństwo kościołów oraz chrześcijan, natomiast z miasta wypędzono wszystkich Żydów. Żydzi mieli zakaz sprawowania urzędów, sądzenia muzułmanów, jeżdżenia konno, budowania nowych synagog oraz odnawiania starych. Dodatkowo Żydzi musieli nosić odrębny strój, odróżniający ich od reszty ludności.
Kalif Umar nakazał oczyścić teren Wzgórza Świątynnego i wybudował drewniany meczet, dokładnie w tym miejscu, gdzie obecnie stoi Meczet Al-Aksa.

### Palestyna w kalifacie Ummajjadów
W 661 Palestyna weszła w skład kalifatu Ummajjadów.
Dynastia Umajjadów z powodów politycznych posłużyła się Jerozolimą, aby pomniejszyć znaczenie Arabii. Kalif Omar zmienili nazwę miasta na Al-Quds i ogłosił Jerozolimę trzecim, co do ważności (po Mekce i Medynie) świętym miastem muzułmanów.
Żydzi cieszyli się w tym okresie względnie dużą wolnością wśród Arabów. Żydzi bardzo szybko przyswoili sobie język arabski i częściowo asymilowali się z lokalną ludnością.

### Palestyna w kalifacie Abbasydów

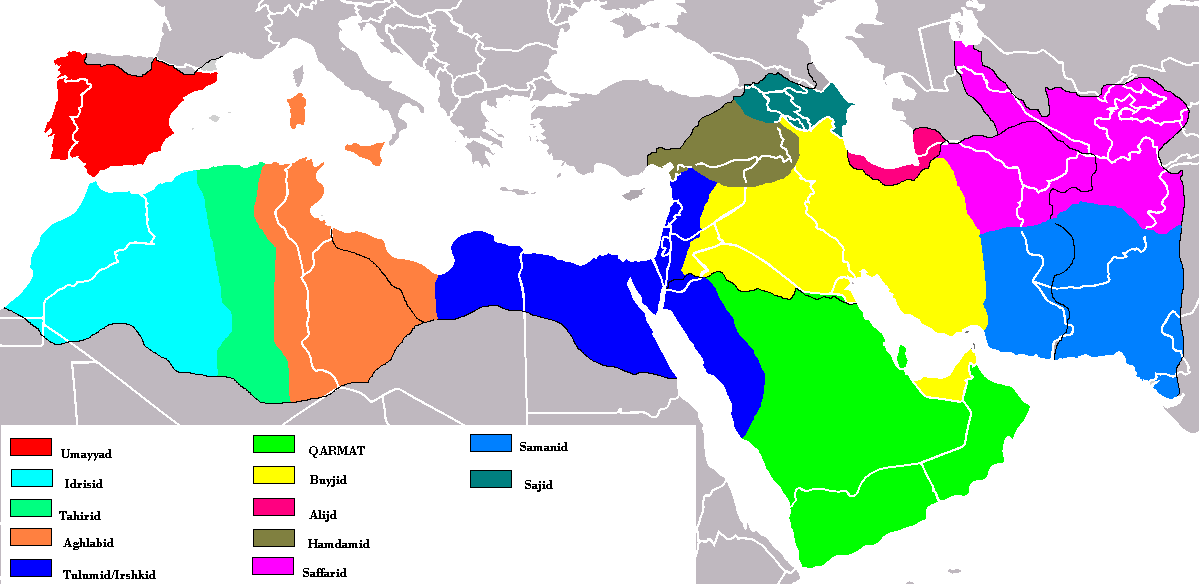
Niezależne Emiraty powstałe w Kalifacie Abbasydów

Rok 750 to początek rządów Abbasydów w Palestynie. Wraz z upadkiem Umajjadów, Jerozolima popadła niemal zupełnie w zapomnienie. Miasto popadło w ruinę.
W 956 roku władzę w kalifacie złożono w ręce wezyrów, kalifom pozostawiono jedynie najwyższe dostojeństwo religijne. W tym okresie książęta dzielnicowi uzyskali niezależność w swych prowincjach.
Żydom zamknięto w tym okresie dostęp do urzędów, zabroniono studiowania święte księgi, synagogi i kościoły przemianowano na meczety.

### Palestyna w kalifacie Fatymidów
W 978 wojska Fatymidów opanowały Palestynę.
Przez krótki okres społeczność żydowska w Palestynie przeżyła swoje małe odrodzenie. W Jerozolimie powstała uczelnia religijna jesziwa. Jednak już w 1008 roku kalif nakazał, aby wszyscy Żydzi nie wyznający islamu szyickiego, nosili na szyi wizerunek cielęcia, na pamiątkę złotego cielca ich przodków na pustyni. Karą za nieposłuszeństwo było wygnanie.
W 1009 roku kalif zburzył w Jerozolimie Bazylikę Grobu Świętego.

## Drugie panowanie (1187–1517)
Drugi okres panowania Arabów nad Palestyną przypadł na lata 1187–1517.

### Rys ogólny
W 1079 roku wojska Turków Seldżuckich opanowały Palestynę, włączając ją do państwa Wielkich Seldżuków. Wieści o prześladowaniach i okrucieństwie Turków doprowadziły do wyruszenia z Europy I wyprawy krzyżowej.
Fatymidzi na początku 1098 roku pokonali szybkim szturmem turecką załogę Jerozolimy i przejęli kontrolę nad tym miastem, ogłaszając jego ponowne otwarcie dla chrześcijan. Pomimo to, w 1099 roku krzyżowcy zdobyli Jerozolimę i utworzyli Królestwo Jerozolimskie.
W 1181 roku jeden z chrześcijańskich książąt samowolnie zerwał zawieszenie broni z muzułmanami i rozpoczął działania wojenne na Morzu Czerwonym, napadając na samo serce islamu, na Mekkę. Wywołało to natychmiastową reakcję świata muzułmańskiego, który zjednoczył się pod wodzą sułtana Saladyna.

### Palestyna w Sułtanacie Egiptu

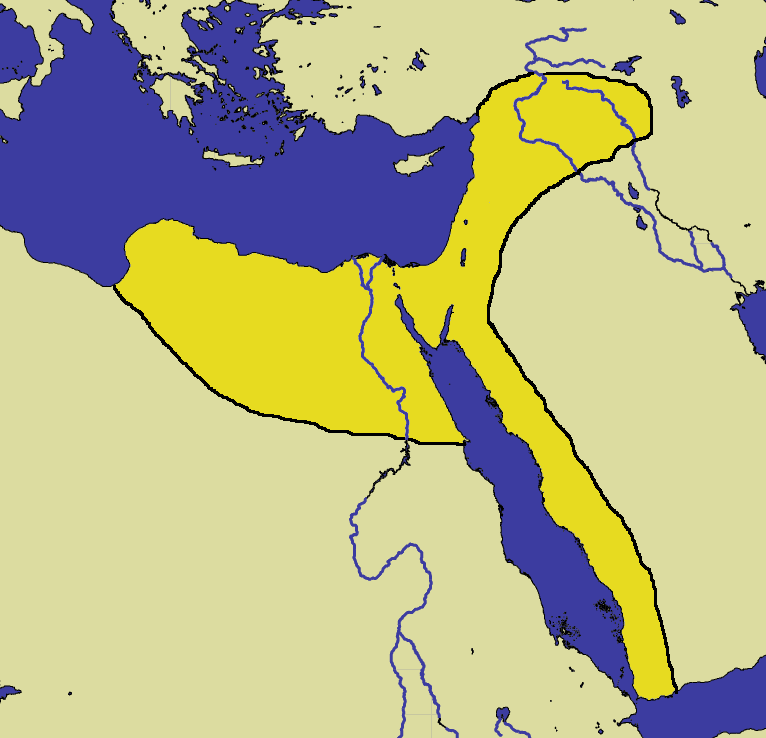
Sułtanat Egiptu w 1189 roku

W 1187 roku krzyżowcy ponieśli klęskę w bitwie pod Hittin i utracili Tyberiadę, Akkę i Jafę. W 1187 roku sułtan Saladyn wkroczył do Jerozolimy. W ten sposób większość terytorium Palestyny weszło w skład sułtanatu Egiptu, w którym rządzili sułtani z dynastii Ajjubidów.
W latach 1229–1244 krzyżowcy zdołali przejściowo opanować Jerozolimę.

### Palestyna pod panowaniem mameluków
Mamelucy objęli władzę w sułtanacie Egiptu w 1250 roku, po obaleniu kurdyjskiej dynastii Ajjubidów. Tym samym mamelucy rozpoczęli panowanie nad Jerozolimą. W następnych latach opanowali oni całą Palestynę.
Do 1517 roku była ona częścią sułtanatu Egiptu.